# Werner Thissen
Werner Thissen (ur. 3 grudnia 1938 w Kleve, zm. 15 kwietnia 2025 w Hamburgu) – niemiecki duchowny katolicki, arcybiskup Hamburga w latach 2003–2014.

## Życiorys
Święcenia kapłańskie przyjął 29 czerwca 1966. Doktoryzował się z egzegezy Nowego Testamentu na Wydziale Teologii Katolickiej w Münsterze. Inkardynowany do diecezji Münsteru, był m.in. wicerektorem miejscowego seminarium, a także wikariuszem generalnym diecezji.

### Episkopat
16 kwietnia 1999 został mianowany biskupem pomocniczym diecezji Münster, ze stolicą tytularną Scampa. Sakry biskupiej udzielił mu biskup Reinhard Lettmann. Jako biskup odpowiadał za region Borken-Steinfurtseit.
22 listopada 2002 Jan Paweł II mianował go arcybiskupem Hamburga. Ingres odbył się 25 stycznia 2003.
21 marca 2014 papież Franciszek przyjął jego rezygnację z urzędu złożoną ze względu na wiek.